# 符頭

音符の部位

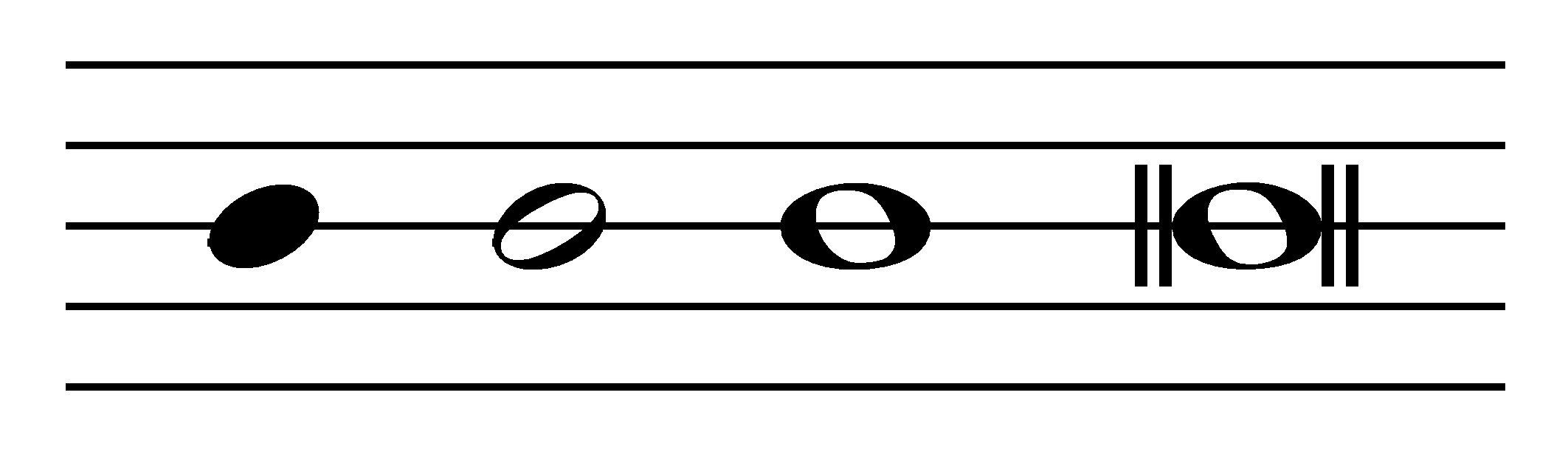
四分音符、二分音符、全音符、倍全音符の符頭

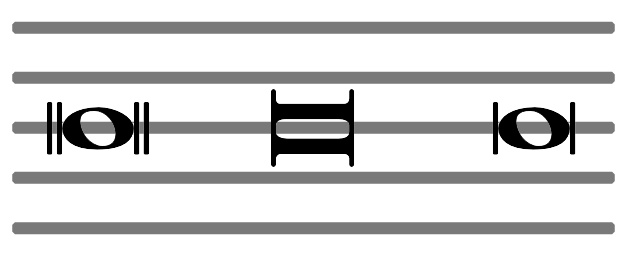
左：現代の表記法での倍全音符。中央：いくつかの現代の楽譜で使用されている定量記譜法における倍全音符。右：あまり一般的ではない書き方

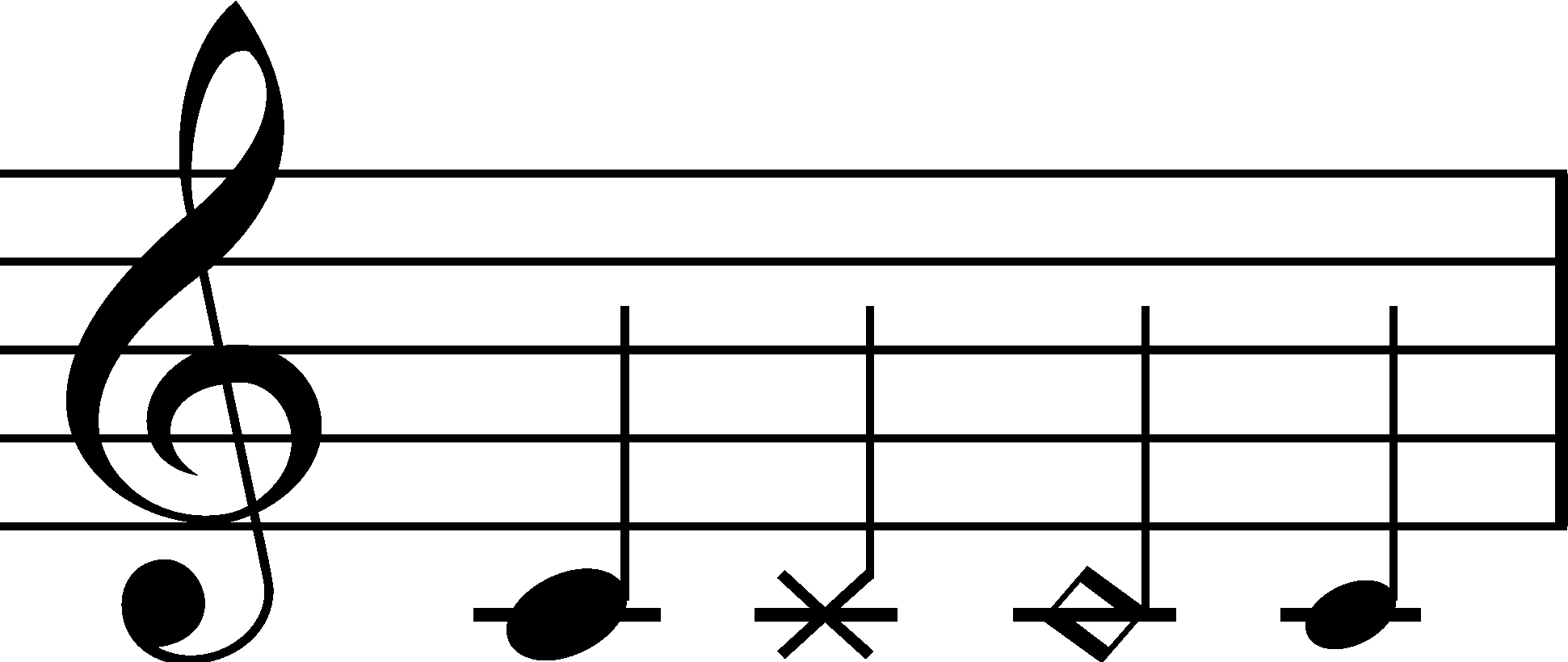
普通の、十字の、四角形の、小さい符頭

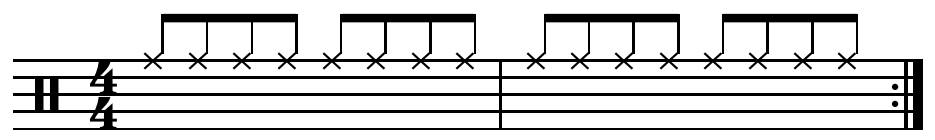
シンバルのライドバターン

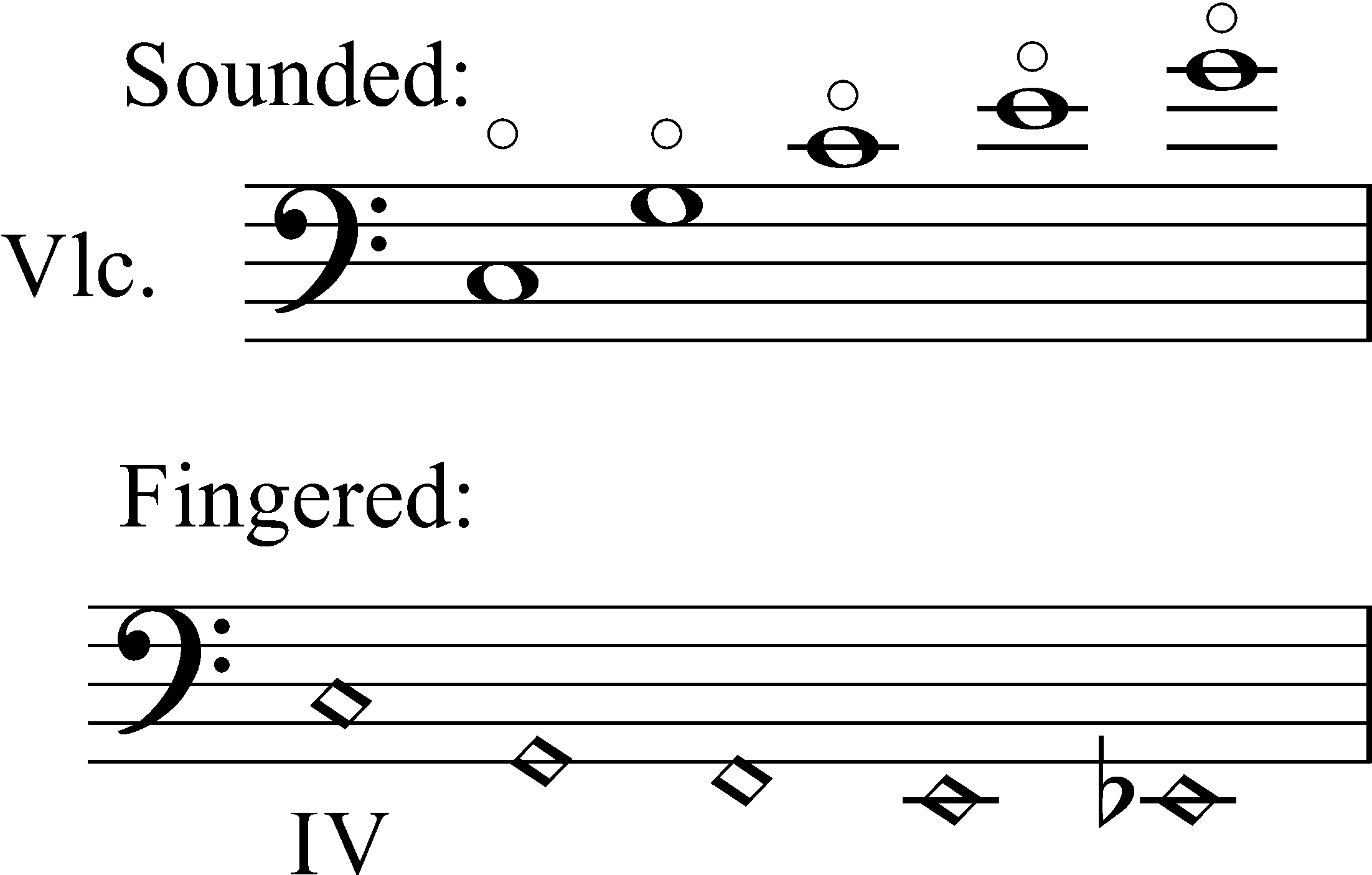
チェロの自然倍音は、最初は音として（より一般的）、次に運指法として（初見で弾きやすい）表記される。

符頭（ふとう、英語: Notehead）は、音符の一部分。「たま」とも呼ばれる。通常は楕円形であり、五線譜上の配置されている場所が音程を示す。同じ形をしているが、中黒である場合や、白で塗られていない場合もあり、それが音価（すなわちリズム的な持続時間）を示す。全音符では、それより短い音符とは異なり、符頭が音符の唯一の構成要素となる。全音符より短い音符には符幹（ぼう）が符頭に取り付けられ、桁や符尾（はた）が付けられていることもある。全音符より長い倍全音符は符頭を垂直線ではさんだもの、2つの符頭をくっつけたもの、もしくは長方形の符頭で書くことができる。"x"の形の符頭は、パーカッション、パーカッションの効果（ゴーストノート）、発声を示すために使うことができる。正方形、ダイヤモンド形、箱形の音符は、自然もしくは人工高調波を示すために使うことができる。

## 歴史
符頭は、究極的にはグレゴリオ聖歌の表記に用いられたネウマに由来する。右図の点は、最も単純な形であり、現代的な符頭をはっきりと予期できる。音部記号があるとき、符頭の位置が音符の相対的な音高を示す。符頭の色を変えてリズムの長さを示すようになったのは、1450年ごろに採用された白譜定量記譜法である。
13世紀の作曲家、音楽理論家のケルンのフランコは、リズム表記のシステムを体系化した。彼はこのシステムを1280年ごろの著書Ars Cantus Mensurabilis（「測定可能な音楽の技術」の意）の中で説明している。このシステムでは、音符の相対的な長さは音符の形により示された。符頭は音符の長さにより長方形、正方形、ダイヤモンド形であった。このシステムはアルス・ノーヴァの時代に拡張された。
ルネサンスの少し前には、筆記者はフランコニアンやアルス・ノーヴァ様式の音符を中が空な符頭で書くようになった。ルネサンスの時代には、作曲家は中を塗った符頭を用いる短い音符を追加した。16世紀の終わり近くには、正方形やダイヤモンド形の音符は現在用いられる丸い符頭に変わった。